# Фурманюк, Василий Филимонович
Василий Филимонович Фурманюк (1905, Российская империя — 1971, Украинская ССР) — советский и украинский пловец и тренер. Судья всесоюзной категории по плаванию и водному поло (1948).

## Биография
Родился в 1905 году. В семье было трое братьев. Его дядя создал первую в Киеве спасательную станцию. Один из братьев Василия был директором Большого театра в Москве, в 1937 году был репрессирован.
Василий занимался плаванием, выступал за Киев. Когда весной 1921 года в честь III Конгресса Коминтерна на Москве-реке (в районе Воробьёвых гор) была создана первая московская школа плавания, этим же летом на её базе были организованы первые всероссийские личные соревнования по плаванию; на них были установлены первые рекорды страны: Василием Фурманюком (Киев) на дистанции 100 м вольным стилем (1.16,0) и Алексеем Матвеевым (Москва) на дистанции 200 м брассом (3.33,0).
- Чемпион СССР в плавании вольным стилем:
  - 1924 год — на дистанции 50, 100 и 400 м;[4]
  - 1925 год — на дистанции 50, 100 и 400 м;[5]
  - 1926 год — на дистанции 100 м.

После окончания спортивной карьеры — на тренерской работе. Жил в Киеве, работал в «Райкомводе», в обществе «Водник». Подготовил спортсменов — А. Горбунова, А. Трофимова и И. Зырянову. Тренерской работой занимался до конца жизни.
Умер в 1971 году.
Сын В. В. Фурманюк — мастер спорта СССР по водному поло (1955).